# 29728 Averbeck
29728 Averbeck è un asteroide della fascia principale interna. Scoperto nel 1999, presenta un'orbita caratterizzata da un semiasse maggiore pari a 2,266336 UA e da un'eccentricità di 0,053331, inclinata di 4,987244ª rispetto all'eclittica.